# Patinatius inermis
Patinatius inermis är en mångfotingart som beskrevs av Carl Graf Attems 1928. Patinatius inermis ingår i släktet Patinatius och familjen Odontopygidae. Inga underarter finns listade i Catalogue of Life.